# 吉利豪情
吉利豪情是中国汽车制造商吉利汽车于1998年至2006年生产的一款次紧凑型车。

## 概述

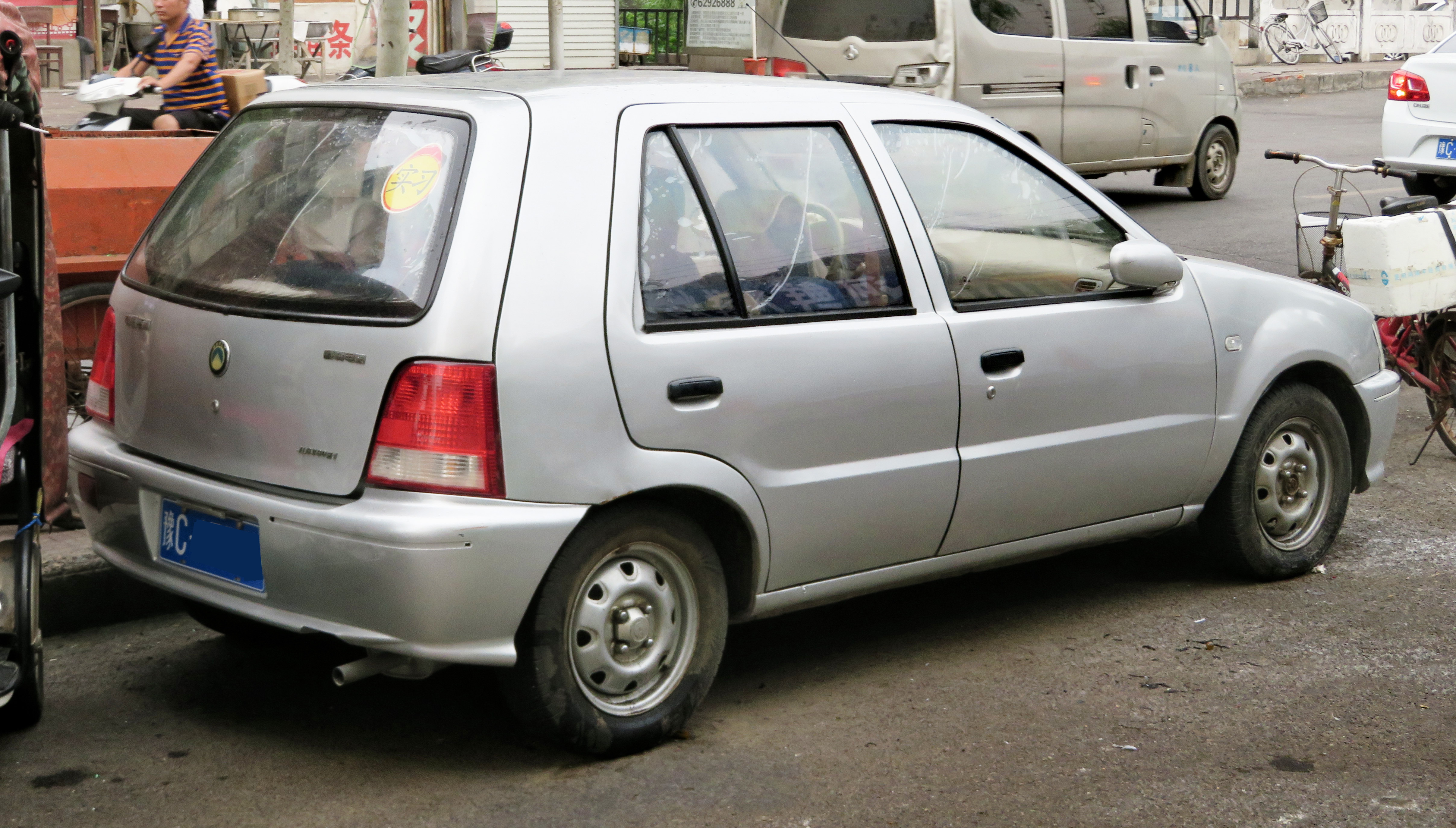
2003款吉利豪情JL6360E1，后侧视图

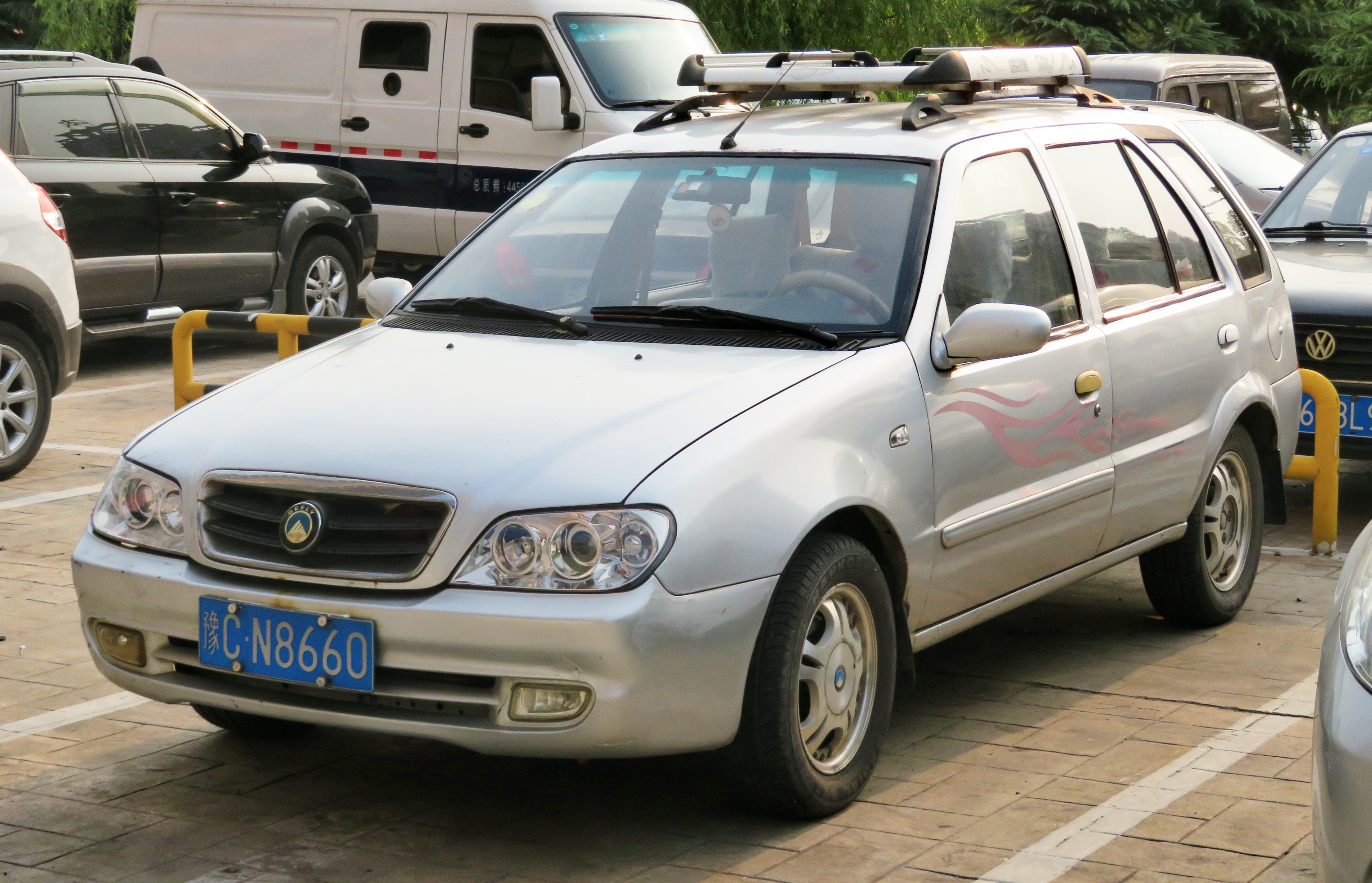
2004款吉利豪情 S-RV HQ7130B1 1.3L，前侧视图

吉利豪情是吉利的第一款汽车，于1998年2月作为掀背车推出。原本配备993cc大发三缸或 1,342cc丰田直列四缸发动机，38kW或63kW。此外还有一款特别版，为“良景”的五门掀背车，更多的有吉利普莱德HQ7130B1U 以及名为吉利普莱德S-RV的旅行车车型。HQ7130BU于2002年至2007年销售，而S-RV于2002年至2005年销售，比前一款车型足足少了两年。
豪情基于G100大发夏利平台，该平台由吉利从一汽天津获得许可。其基本基础与Merrie/Uliou和Rural/Urban Nanny相同。
豪情于2003年推出了最新款，并于2005年与吉利美日 、吉利自由舰 、吉利中国龙和枫树马林多一起在法兰克福车展上展出。